# 门罗·爱德华兹
门罗·爱德华兹（英語：Monroe Edwards，1808年—1847年1月27日）是美国奴隶贩子和伪造犯，在1842年一场广为人知的审判中定罪。爱德华兹生于肯塔基州，迁居新奥尔良后又搬到墨西哥德克萨斯。他曾于1832年将奴隶走私到巴西，用获得的收益在德克萨斯购买土地。1836年，他又向德克萨斯共和国走私奴隶。爱德华兹企图利用伪造文件骗取同伙的利润，失败后被迫逃离德克萨斯进入美国。接下来他又以美国和英国的废奴主义者为目标，企图骗取他们的钱财，在此期间有时还会用上伪造的介绍信。爱德华兹一度前往英国，但由于大部分伎俩都不成功，他又在1841年中期返回美国。
爱德华兹最大的骗局是利用新奥尔良棉花经纪商的回信伪造信件，制造他有大量棉花待售的假象，进而骗取大额银行本票后兑现。事件败露并被捕后，他又利用伪造信件骗取律师信任，还将庭审日期延迟了几个月，直到1842年6月才开审。案件审理过程成为媒体焦点，发布相应报道的报纸因此大卖。爱德华兹的英俊外表成为他被定罪的重要原因，有证人因此当庭认出他来。此外，爱德华兹所写信件中的多处拼写错误也导致法庭认定许多信件正是由他伪造。法庭判被告入狱10年，爱德华兹最终于1847年在新新监狱去世。除1848年出版的《门罗·爱德华兹上校，伪造犯和骗子的生活和历险》对爱德华兹的生平有详细记载外，赫尔曼·梅尔维尔1853年发表的短篇小说《誊写员巴特比》也曾提及他的名字。

## 早年经历
门罗·爱德华兹于1808年在肯塔基州丹维尔出生，据不同的来源记载，他的父亲名叫阿莫斯·爱德华兹（Amos Edwards）或摩西·爱德华兹（Moses Edwards），母亲的名字则无从得知。门罗还有个名叫阿莫斯的兄弟，叔叔海登·爱德华兹（Haden Edwards）则住在现今德克萨斯州纳科多奇斯县的纳科多奇斯（Nacogdoches）境内。门罗的童年经历已无从考证，据称他长大成人后相貌英俊，而且大部分情况下衣着时尚。还有来源在他的名字前加上“上校”称号。
1822年左右，家人把门罗送往新奥尔良，向商人摩根先生（Mr. Morgan）学习经商。截至19世纪20年代末，摩根已在现今德克萨斯州加尔维斯敦附近的圣哈辛托湾（San Jacinto Bay，当时尚属墨西哥德克萨斯）建立贸易站。过了一段时间，门罗与奴隶贩子结交并加入从非洲走私奴隶的行列。第一趟旅程以船只失事告终后，他又于1832年再度“下海”，这次终于成功将多名奴隶走私到巴西。爱德华兹用此次交易所获利润在德克萨斯购买土地，于1833年在今布拉佐里亚县境内的圣伯纳德河（San Bernard River）建立种植园，并以“希南戈”（Chenango）为之命名。1832年，爱德华兹因涉及阿纳瓦克动乱被捕，还曾在起事抵抗墨西哥政府期间短暂入狱。

## 奴隶贸易及文书伪造
爱德华兹接下来从事的奴隶走私有了合伙人的参与。1835年，密西西比州纳奇兹律师克里斯托弗·达特（Christopher Dart）投资4万美元，购买古巴契约黑人劳工并走私到德克萨斯。爱德华兹在这笔交易中主要是提供土地证，证明这些奴隶是运往德克萨斯。墨西哥曾于1829年废除奴隶制和奴隶进口，但位于该国边境的德克萨斯则暂时无需解放已在境内的奴隶。为规避进口奴隶禁令，奴隶贩子改称奴隶是已签订99年契约的仆人。对此墨西哥政府又在1832年出台新规，规定契约条款最高年限为10年。爱德华兹之后又从位于新奥尔良的乔治·奈特合伙公司取得更多资金，然后前往古巴购买奴隶。
1836年2月，爱德华兹带着170名黑奴踏上德克萨斯的土地，此时德克萨斯革命已接近尾声，德克萨斯共和国即将诞生，但混乱之下尚未宣告奴隶进口非法。布拉索斯河海关征收員威廉·费舍尔（William Fisher）致信德克萨斯制宪大会，称爱德华兹没有上报这次奴隶进口，并亲自前去希南戈同爱德华兹对质。由于无法断定奴隶进口是否合法，费舍尔并没有扣押这些奴隶，而是在爱德华兹缴纳保证金后将问题上报新成立的德克萨斯政府。德克萨斯共和国正式成立后规定，不得从除美国外的任何国家进口奴隶，但爱德华兹始终没有因1836年初从古巴进口奴隶而受起诉。此后，爱德华兹又在加尔维斯顿湾（Galveston Bay），今加尔维斯顿县的圣莱昂（San Leon）附近开设奴隶市场。1837年，罗伯特·皮布尔斯（Robert Peebles）控告爱德华兹企图将患有结核病的奴隶卖给他，法庭最终判原告胜诉。
接下来，爱德华兹又试图变更之前同达特所订協議，希望独自保有奴隶，把达特此前的投资加息返还。达特不接受这样的安排，于是提出诉状，爱德华兹则于1839年向法庭出示两份伪造文书，声称达特之前已将所得奴隶转售给爱德华兹。原来，爱德华兹起初给达特签署的文件是用某种特殊油墨所印，可以通过化学手段去除。达特签字后，他将原本的文字去除，再用达特转让奴隶和土地的契约代替。1840年4月2日，法庭认定被告出示的文书属于伪造，并判爱德华兹向达特赔偿8万9000美元，爱德华兹于是逃离德克萨斯共和国进入美国。
爱德华兹找上俄亥俄州辛辛那提的废奴主义者，声称自己在德克萨斯的种植园还有许多奴隶（但这些奴隶早已随法庭判决而归达特所有），如果能获得金钱补偿，他愿意让这些奴隶获得自由。此举不但是为了骗取钱财，还有意抹黑达特和德克萨斯政府。部分废奴主义者信以为真，把钱交到爱德华兹手上。他还一度试图从纽约的美国和外国反奴隶制协会骗取资金，但因无法得到协会领导人刘易斯·塔潘（Lewis Tappan）的信任而功败垂成。爱德华兹接下来远赴英格兰，身上还带有伪造丹尼尔·韦伯斯特或美国国务卿约翰·福塞思等名流签字的介绍信。他把其中一封信带到斯宾塞勋爵手上，后者相信后贷给爱德华兹250英镑。接下来爱德华兹又从利物浦一家公司骗到约2万英镑，再动用这笔钱来偿还斯宾塞勋爵的贷款。德克萨斯共和国驻伦敦大使就此向英国政府发出警示，塔潘也发去警告，这样爱德华兹无法骗到更多的钱，只好在1841年6月返回美国。

## 阴谋败露和被捕
爱德华兹的下一个骗局首先是向新奥尔良的棉花经纪商去信，再用对方回信中的签字伪造信件发给纽约市经纪商，声称约翰·考德威尔（John Caldwell，爱德华兹的假名）有大量棉花已经交到新奥尔良经纪商手上，然后利用这些信件从经纪人手中骗取贷款。纽约布朗兄弟合作公司和雅各布·里特（Jacob Little）为此各付给爱德华兹2万5000美元银行本票。爱德华兹于是以考德威尔的身份前去兑换本票，但在此期间没有化妆。1841年9月，新奥尔良的棉花经纪商告知布朗兄弟公司，并没有哪个叫考德威尔的人向他们转售棉花，上当的商家为此发出悬赏捉拿伪造犯。警方试图找到伪造信件的人，但起初一无所获，直到爱德华兹企图将执法人员的注意力转移到与他熟识的亚历山大·鲍威尔（Alexander Powell）身上，此人同爱德华兹长得很像。爱德华兹向纽约警方寄去匿名信，声称伪造信件的人正准备逃往英格兰。鲍威尔此时的确准备前往英国，爱德华兹预计警方采取行动时，鲍威尔的船已经出发，但实际情况并非如此，由于船期延误，警方找到了鲍威尔，后者告诉他们，爱德华兹才是真正的伪造犯。
爱德华兹被捕后关在纽约市的陵墓监狱。被捕时，他房间的行李箱中有超过4万4000美元现金。入狱待审期间，他又伪造信件声称在新奥尔良还有资金，以此向其中一名律师证明他能够支付律师费。为了延迟开庭日期，爱德华兹还伪造了一封以“查尔斯·约翰逊”（Charles Johnson）名义寄出的证人信件，称证人此时身在古巴，短期内无法赶赴美国出庭，法官对此将庭审日期推迟了3个月。

## 庭审

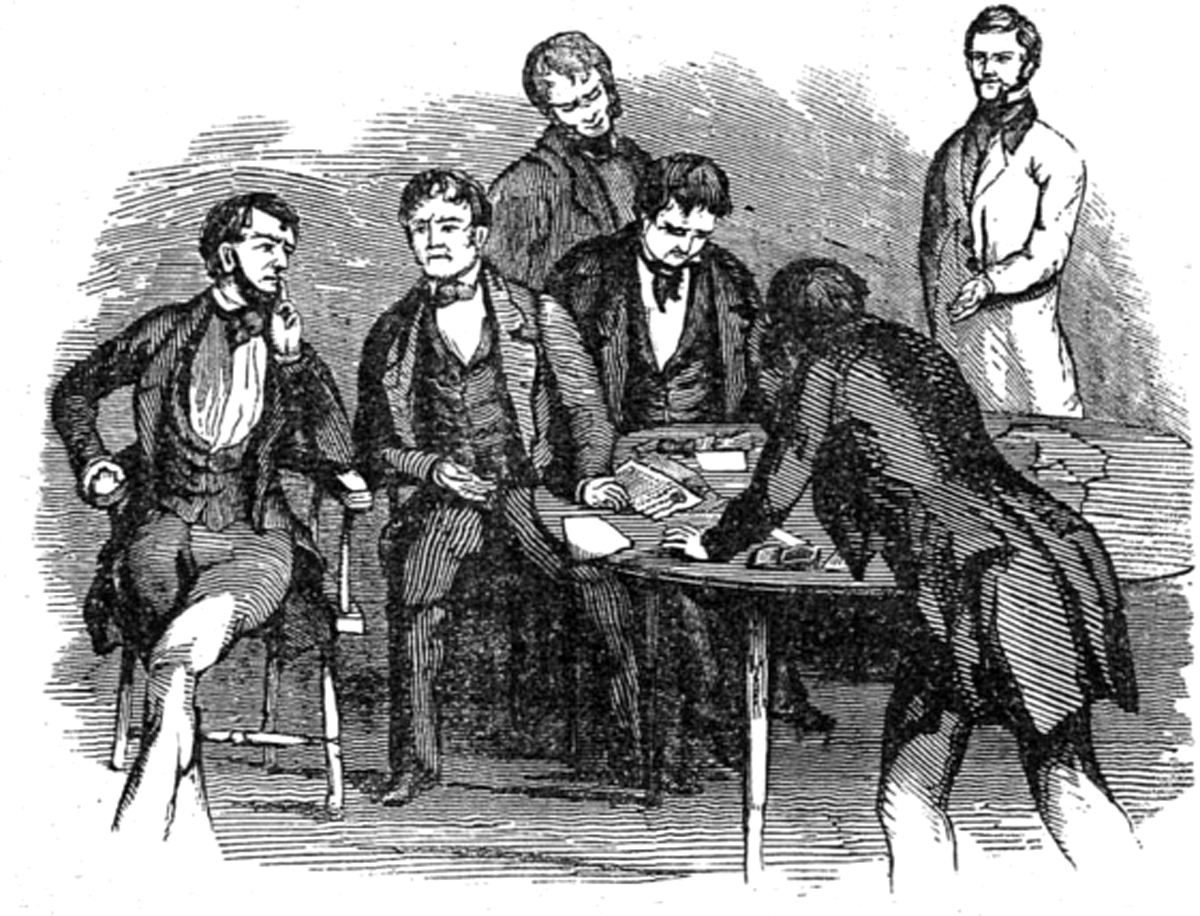
爱德华兹受审现场素描，源自《门罗·爱德华兹上校，伪造犯和骗子的生活和历险》

1842年6月，爱德华兹案开审并成为媒体关注焦点。他的辩护队伍由6名律师组成，其中包括在任联邦参议员约翰·J·克里滕登和在任联邦众议员托马斯·马歇尔（Thomas F. Marshall），两人都暂时离开首都前去参加庭审。剩下的几名资历较浅的律师中包括之后成为纽约州律师协会首任会长、美国国务卿和联邦参议员的威廉·M·埃瓦茨，辩方的开庭陈辞就是由他作出。约翰·沃斯·埃德蒙兹（John Worth Edmonds）也是爱德华兹的辩护律师，上文所述的伪造支票就是给了他。爱德华兹英俊的外貌对他产生不利影响，有位曾向被告支付银行本票的银行家在法庭上认出他来，还称自己之所以记得被告就是因为对方长得很帅。爱德华兹此前兑现银行本票后没有及时销毁带有标识的银行包裹，这也对他极为不利。此外，控方的另一项重要证据就是爱德华兹所写的信中有许多拼写错误，这些错误同那些伪造信件非常相似。法庭最终裁定爱德华兹多起伪造和欺诈罪名成立，判处有期徒刑10年。案件审理过程经《先驱报》（The Herald）报道公布，共卖出5万份。爱德华兹的6名律师之后都没有拿到酬劳。被送到新新监狱服刑后，他仍多次试图利用伪造信件逃脱，但都没有成功，最终于1847年1月27日因结核病去世，并且去世前已陷入疯狂。不过，也有来源称爱德华兹是在被狱警殴打后死亡。

## 影响
赫尔曼·梅尔维尔的短篇小说《誊写员巴特比》中提到了爱德华兹的名字，为了让小说更有现代气息，梅尔维尔在书中融入许多当时知名人物及事件的名字。主人翁巴特比被关进陵墓监狱时，曾有人询问他是不是像爱德华兹那样“彬彬有礼的伪造犯”。曾是爱德华兹辩护律师的埃德蒙兹在当事人入狱后当上新新监狱的监狱督察，并以力图改善囚犯待遇闻名。而在《誊写员巴特比》中，梅尔维尔创作的叙事者也试图改善巴特比的待遇。据罗伯特·威尔逊（Robert Wilson）描述，书中叙事者对巴特比临死前的描绘，仿佛爱德华兹死前反应的“诡异回响”。
被法庭定罪后，爱德华兹以“大伪造犯”臭名远扬。1848年，《美国国家警察公报》（National Police Gazette）的编辑将爱德华兹的生平和庭审过程集结成书，书名为《门罗·爱德华兹上校，伪造犯和骗子的生活和历险》（Life and Adventures of the Accomplished Forger and Swindler, Colonel Monroe Edwards）。书的作者很可能是乔治·威尔克斯（George Wilkes），对爱德华兹的生平有最为详实的记载，但由于其中将事实和大量虚构内容混合在一起，以致书的分类属于美国小说。威尔克斯创作的信息来源是个名叫吉蒂·克罗夫（Kitty Clover）的奴隶，据称她爱上了爱德华兹，还曾救过他，并且一直陪伴在他左右。除此以外，还有其它著作以爱德华兹的一生为题材，其中包括1842年出版的两部匿名叙事作品。

## 脚注
1. 1 2 3 4 5 6 7 8 9 10 11 12 13 14 15 16 17 18 19  Thompson "Edwards, Monroe" American National Biography Online
2. 1 2 3 4  Jones "Edwards, Monroe （页面存档备份，存于）" Handbook of Texas Online
3. ↑  Muir "Union Company in Anahuac" Southwestern Historical Quarterly p. 265
4. 1 2  Barrows William M. Evarts pp. 21–23
5. 1 2 3 4  Robbins "Origin and Development of the African Slave Trade" East Texas Historical Journal p. 158
6. ↑  Rowe "Disturbances at Anahuac" Quarterly p. 280
7. 1 2 3 4 5 6  Kelley "Blackbirders" Civil War History pp. 410–412
8. ↑  Valdes "Decline of Slavery in Mexico" Americas p. 194
9. 1 2  Lack "Texas Revolutionary Experience" p. 4
10. ↑  Kelley "Blackbirders" Civil War History p. 418
11. ↑  Denham "Peerless Wind Cloud" East Texas Historical Journal p. 13
12. 1 2 3 4 5 6  Dillingham Melville's Short Fiction pp. 51–52
13. ↑  Kouwenhoven Partners in Banking p. 77
14. 1 2 3  Barrows William M. Evarts pp. 24–27
15. ↑  Hoogenboom "Evarts, William Maxwell" American National Biography
16. ↑  Dyer Public Career of William M. Evarts p. 12
17. 1 2  Wilson "Sympathy for the Lawyer" ANQ pp. 25–26
18. 1 2  Dillingham Melville's Short Fiction pp. 14–15
19. ↑  Swann "Dating" Notes and Queries pp. 357–358

## 扩展阅读
- Wilkes, George, attrib. . New York, NY: H. Long & Brother. 1848.